# Herr Jimsons äventyr
Herr Jimsons äventyr är ett musikalbum av Mauro Scocco, släppt 2005.

## Låtförteckning
1. När det otänkbara händer
2. Min före detta
3. Lämna din lampa tänd
4. Fritt fall
5. Solblekt super 8
6. Barcelona
7. Kall stjärna
8. Nånting fattas
9. Hip hip hurra
10. En av oss
11. Efter henne

Text och musik Mauro Scocco frånsett låt nummer tre, där Peter Lemarc har skrivit texten.

## Listplaceringar
| Lista (2005) | Topplacering |
| ------------ | ------------ |
| Sverige      | 4            |